# Rapuzziana hangaiensis
Rapuzziana hangaiensis är en skalbaggsart som beskrevs av Aleksandr Sergeievich Danilevsky 2006. Rapuzziana hangaiensis ingår i släktet Rapuzziana och familjen långhorningar. Inga underarter finns listade i Catalogue of Life.